# San Samuele

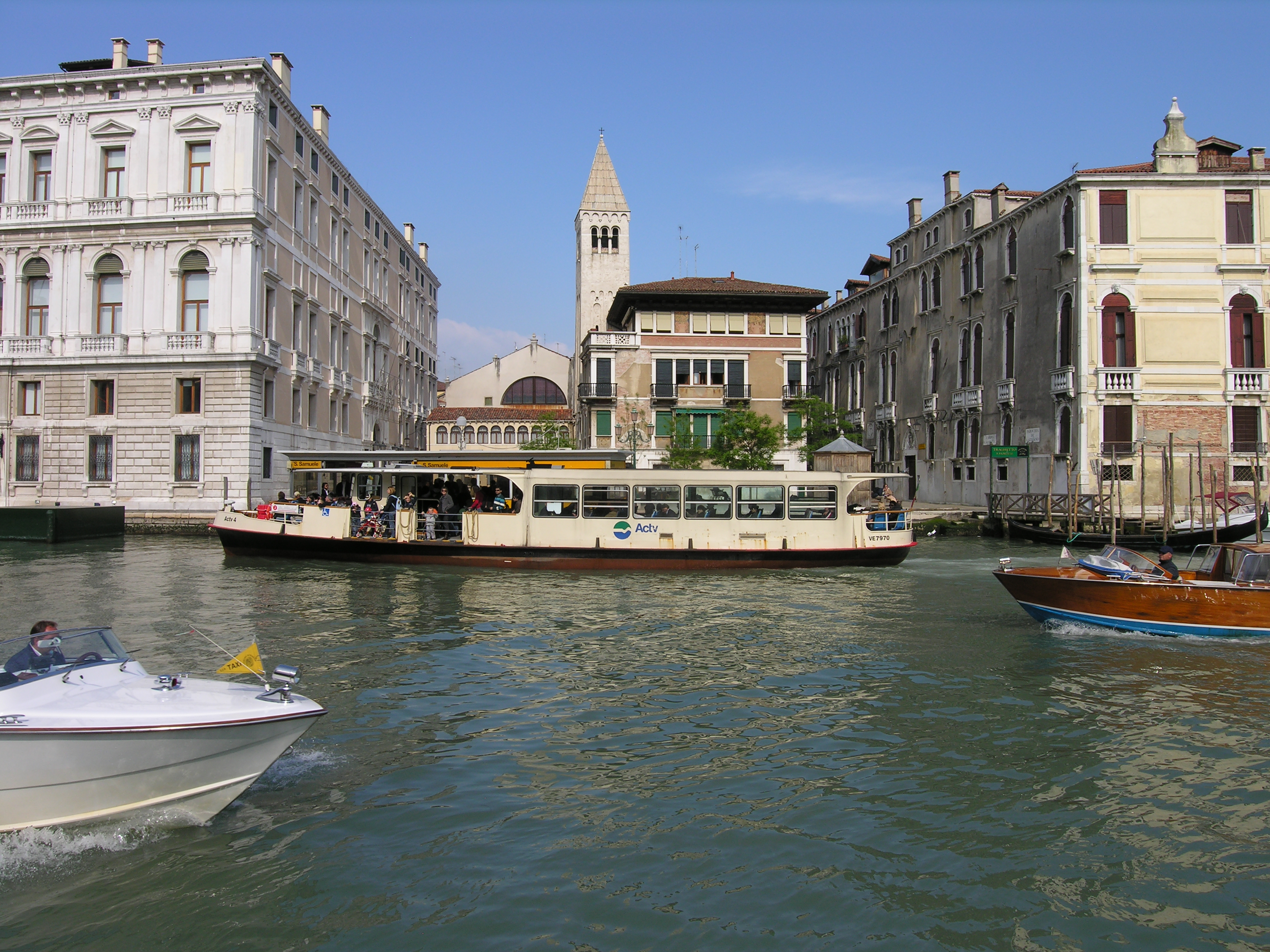
San Samuele aan het Canal Grande (Venetië). Links het Palazzo Grassi en rechts het Palazzo Malipiero

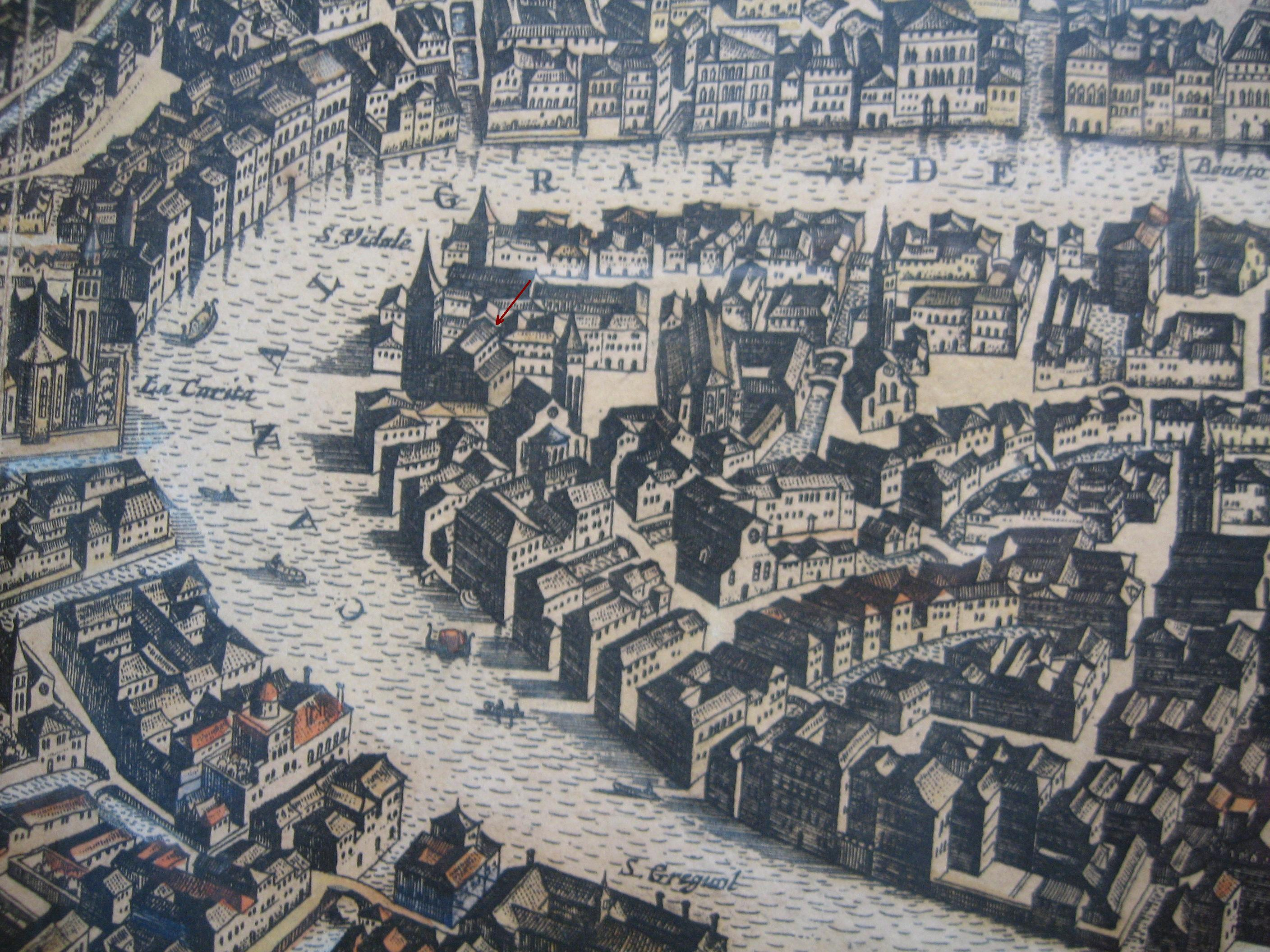
San Samuele (rode pijl) in de 17e eeuw, voor de twee paleizen er stonden

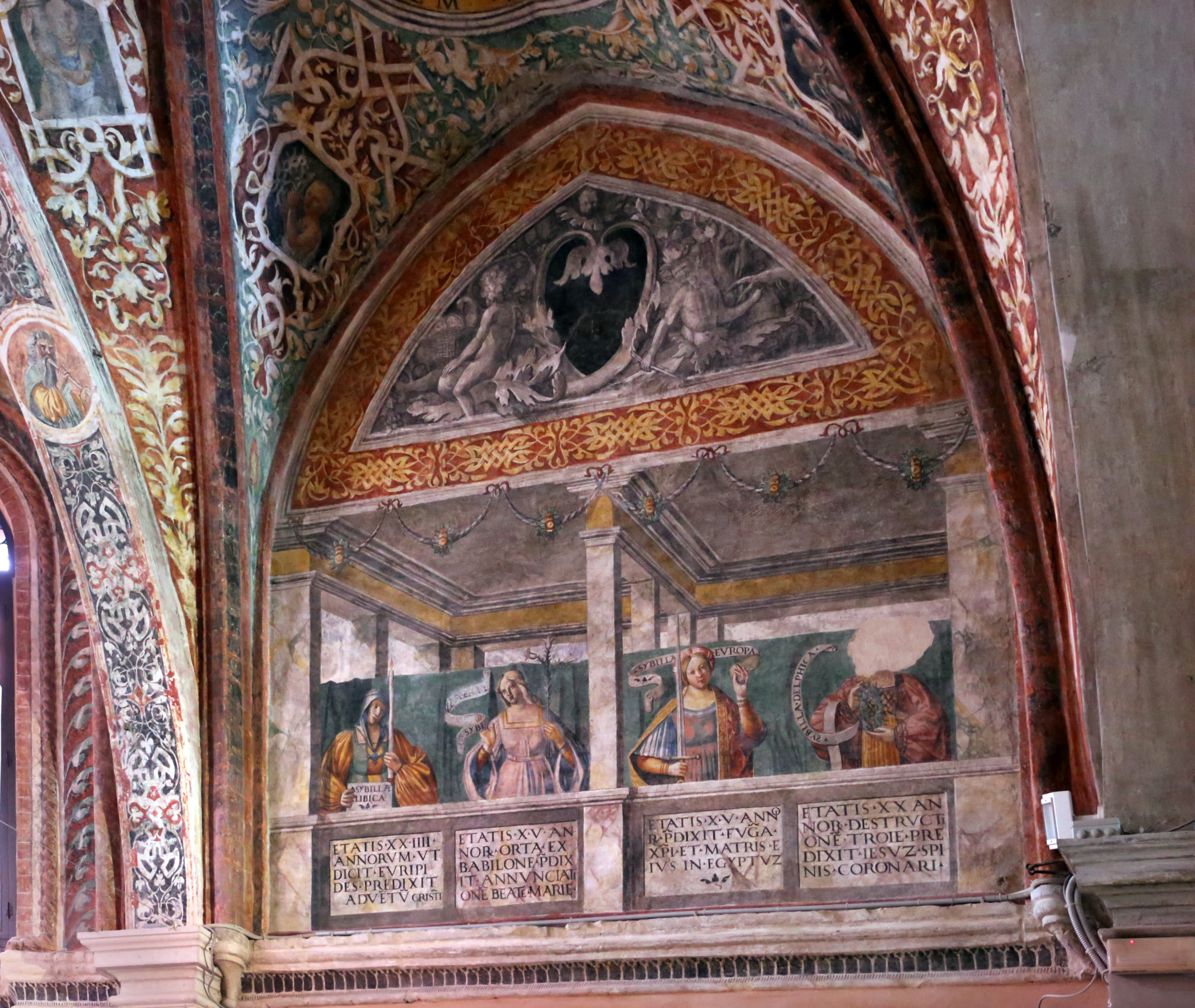
15e-eeuws fresco's

De San Samuele (17e eeuw laatste versie) is een kerk in Venetië, hoofdplaats van de Noord-Italiaanse regio Veneto.
De kerk is toegewijd aan Samuel, een profeet uit het Oude Testament. Volgens Roomse traditie wordt hij als heilige vereerd en bevindt er zich in de kerk een relikwie van hem, afkomstig uit het Heilig Land. De verering van Samuel ontstond onder Byzantijnse invloed.

## Ligging
De San Samuele bevindt zich aan het Canal Grande in de wijk San Marco. De kerk staat tussen twee paleizen: vanuit het Canal Grande gezien staat links het Palazzo Grassi en rechts het Palazzo Malipiero. Voor de kerk staat het gelijknamige plein, het Campo San Samuele, dat uitloopt naar de aanlegsteiger. Er staat aldaar een halte van de vaporetto, genaamd halte San Samuele.

## Historiek
De oudste versie van de kerk dateert van het jaar 1000. De families Boldù en Soranzo waren de bouwheer; de kerk was destijds toegewijd aan de evangelist Mattheus. Een vuur vernielde het gebouw zodat het herbouwd werd in 1105 en nog eens in 1170.
De laatste versie werd gebouwd in het jaar 1685. Hierbij werd de 12e-eeuwse klokkentoren zoveel als mogelijk bewaard; de klokkentoren is gebouwd uit Istrische granietstenen. Een icoon van Maria met Kind uit de 13e eeuw werd behouden en kreeg een nieuwe plaats aan het hoofdaltaar. Ook de 15e-eeuwse fresco’s in de apsis en de pastorie zijn bewaard. Het waren kunstenaars uit de School van Andrea Mantegna en anderen uit Padua die de fresco’s hadden aangebracht. Voor het overige werd in 1685 een nieuw schip met twee zijvleugels opgebouwd. Nadien werd het nieuwe interieur voorzien van fresco’s waarvan de kunstenaars onbekend gebleven zijn.
In 1952 werd de voorgevel herbouwd en 1984 werd de klokkentoren gerestaureerd.
In het jaar 2000 vonden er archeologische opgravingen in de crypte plaats.

## Casanova
De kerk en de buurt roepen de sfeer op van de jonge Giacomo Casanova, een notoir rokkenjager en vrijmetselaar.
De jeugdjaren van Casanova zijn in en rond de San Samuelekerk te vinden. Rechts van de kerk bevindt zich het straatje Calle Malipiero waar het geboortehuis van Giacomo Casanova stond. Zijn ouders huwden in de San Samuele (1724) en hijzelf werd er boven de doopvont gehouden (1725). Vroeger stond achter de San Samuelekerk het Teatro San Samuele waar zijn moeder optrad en hijzelf in het orkest speelde. Casanova gaf als jonge geestelijke met een lagere wijding twee sermoenen in de San Samuele; hij was vijftien jaar. Na het eerste sermoen kreeg hij niet alleen geld in de collecteschaal maar ook liefdesbrieven. Voor zijn tweede sermoen stond Casanova onvoorbereid in de San Samuele, na een nachtelijke fuif. Hij deed alsof hij in de preekstoel flauw viel om niet af te gaan. Zijn kerkelijke carrière in Venetië stopte onmiddellijk.